# 谢敏豪
谢敏豪（1960年8月—），中国运动医学专家，国家体育总局运动医学研究所所长、党委书记，中国体育科学学会副理事长、中国运动医学杂志主编，第十三届全国政协委员。